# Sybra anatahana
Sybra anatahana är en skalbaggsart som beskrevs av J. Linsley Gressitt 1956. Sybra anatahana ingår i släktet Sybra och familjen långhorningar. Inga underarter finns listade i Catalogue of Life.